# Phenacoccus rotundus
Phenacoccus rotundus är en insektsart som beskrevs av Hiroshi Kanda 1943. Phenacoccus rotundus ingår i släktet Phenacoccus och familjen ullsköldlöss. Inga underarter finns listade i Catalogue of Life.